# Nanna Skodborg Merrald
Nanna Skodborg Merrald (født 8. oktober 1993) er en dansk rytter, der konkurrerer i dressur.
Hun repræsenterede Danmark ved OL 2020 i Tokyo (afholdt i 2021), hvor hun blev nummer 11 i den individuelle konkurrence.
Hun blev også udtaget til OL 2024 i Paris, hvor hun red på Zepter. Her stillede hun først op i holdkonkurrencen sammen med Daniel Bachmann Andersen og Cathrine Laudrup-Dufour, og de kvalificerede sig til finalen som næstbedste nation. I finalen scorede danskerne 235.669 %, hvilket indbragte en dansk sølvmedalje efter Tyskland, der scorede 235,790 %, mens Storbritannien blev nummer tre med 232,492 %. Sammen med de to øvrige danskere kvalificerede hun sig også til den individuelle finale i freestyle. Her scorede Merrald og Zepter 83.293 %, hvilket indbragte en niendeplads.

## Dyremisbrugskontrovers
I august 2024, bragte det danske sportsmedie Idrætsmonitor, en artikel med billeder af flere danske ryttere under sommerens Olympiske Lege, der ifølge en række dyrelæger og eksperter viste tegn på misbrug og ubehag blandt de danske rytters heste, heriblandt Nanna Skodborg Merralds hest Zepter.
Ugen efter oplyste FEI (Det Internationale Rideforbund) til Reuters, at de havde fundet flere tegn på blå tunger hos heste ved de Olympiske Lege, som kan ses som et tegn på iltmangel og stress hos hesten. FEI havde besluttet at det ikke ville få konsekvenser ved legene selv, men at det ikke kunne udelukkes at ændringer ville komme på tale.